# 皮山县
皮山县（维吾尔文：‎；固玛县）是中国新疆维吾尔自治区和田地区所辖的一个县。总面积为39412平方公里，常住人口为28.16万。县人民政府駐固玛镇315國道線旁。
新疆生产建设兵团和田农场管理局皮山县农场，和田地区水泥厂地区杜瓦煤矿等10个企事业单位在境内。
2015年7月3日，皮山发生6.5级地震，此次地震共造成3人遇难、214人受伤，其中17人重伤，共造成直接经济损失54.3亿元。截止2015年7月7日，共发生1298次余震。
2024年12月，皮山县部分区域析置为和康縣。

## 行政区划
皮山县下辖6个镇、8个乡、2个民族乡：
皮山县街道、固玛镇、杜瓦镇、赛图拉镇、木吉镇、阔什塔格镇、桑株镇、皮山县直辖村镇、克里阳乡、科克铁热克乡、乔达乡、木奎拉乡、藏桂乡、皮亚勒玛乡、皮西那乡、巴什兰干乡、瑙阿巴提塔吉克族乡和康克尔柯尔克孜族乡。

## 人口
2020年末，根據全國第七次人口普查統計數字顯示：全县常住人口为281573人。

皮山县是一个以维吾尔族为主体的多民族聚居的县。有12个民族，2001年总人口198275人。其中维吾尔族占97.96%，汉族占0.01%，此外还有塔吉克族，柯尔克孜族等其它少数民族人口占2.03%。2002年全县旅居国外的侨民分居13个国家和地区，其中侨居阿拉伯的侨民最多。

## 交通
- 219国道过境。
- 315国道过境。